# Neckarfront

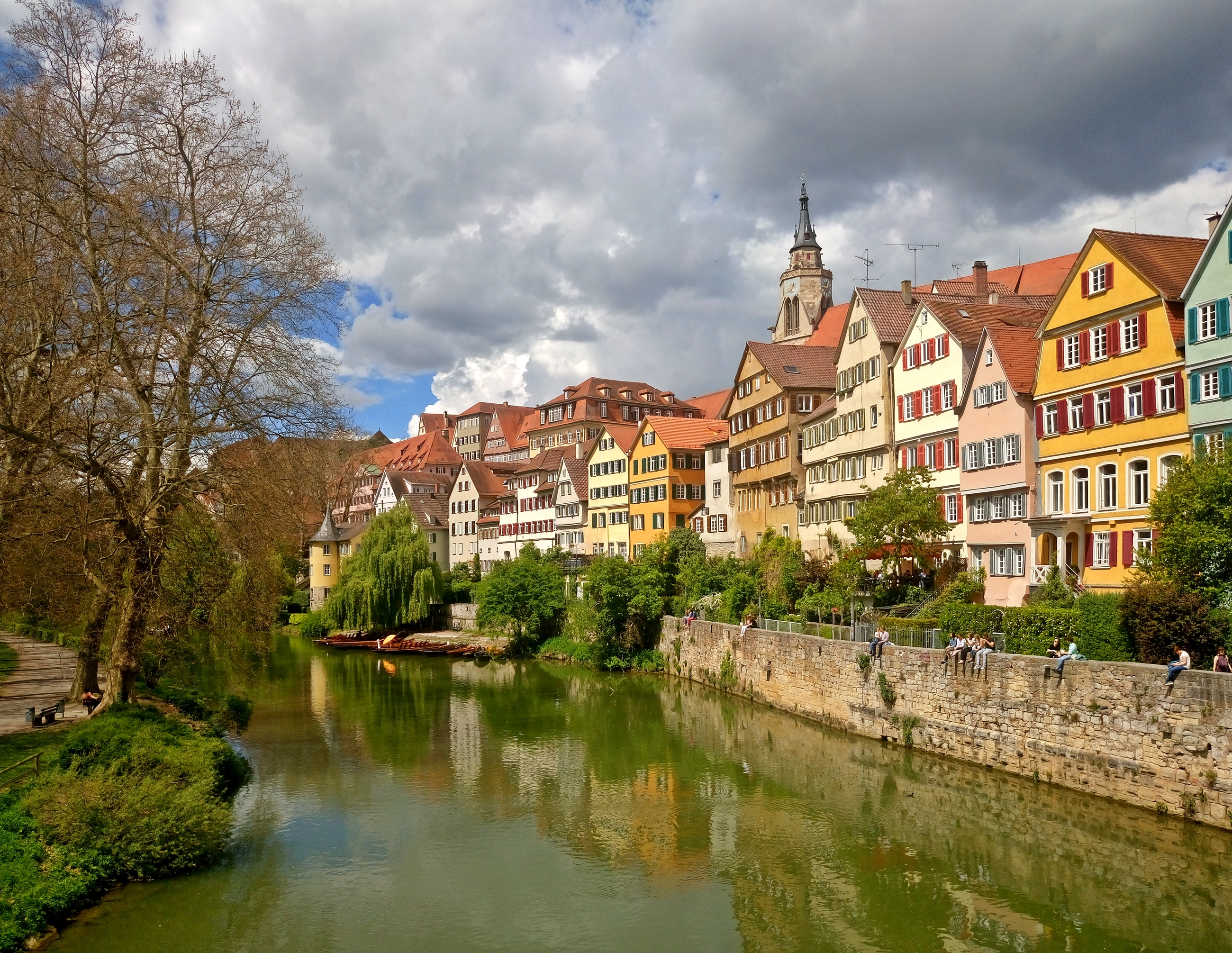
Der „klassische“ Blick auf die Neckarfront von der Eberhardsbrücke, ganz hinten der Hölderlinturm

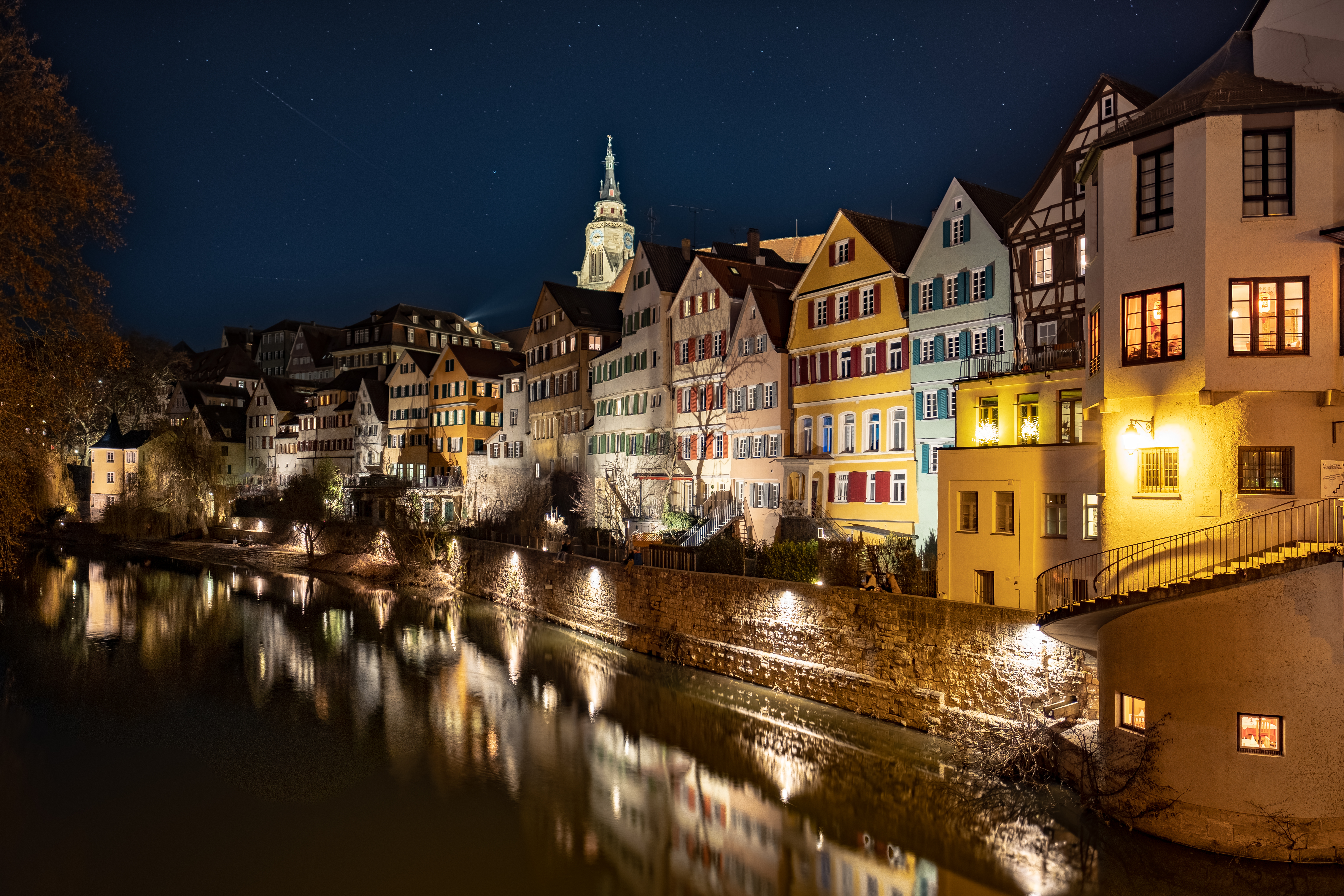
Neckarfront bei Nacht

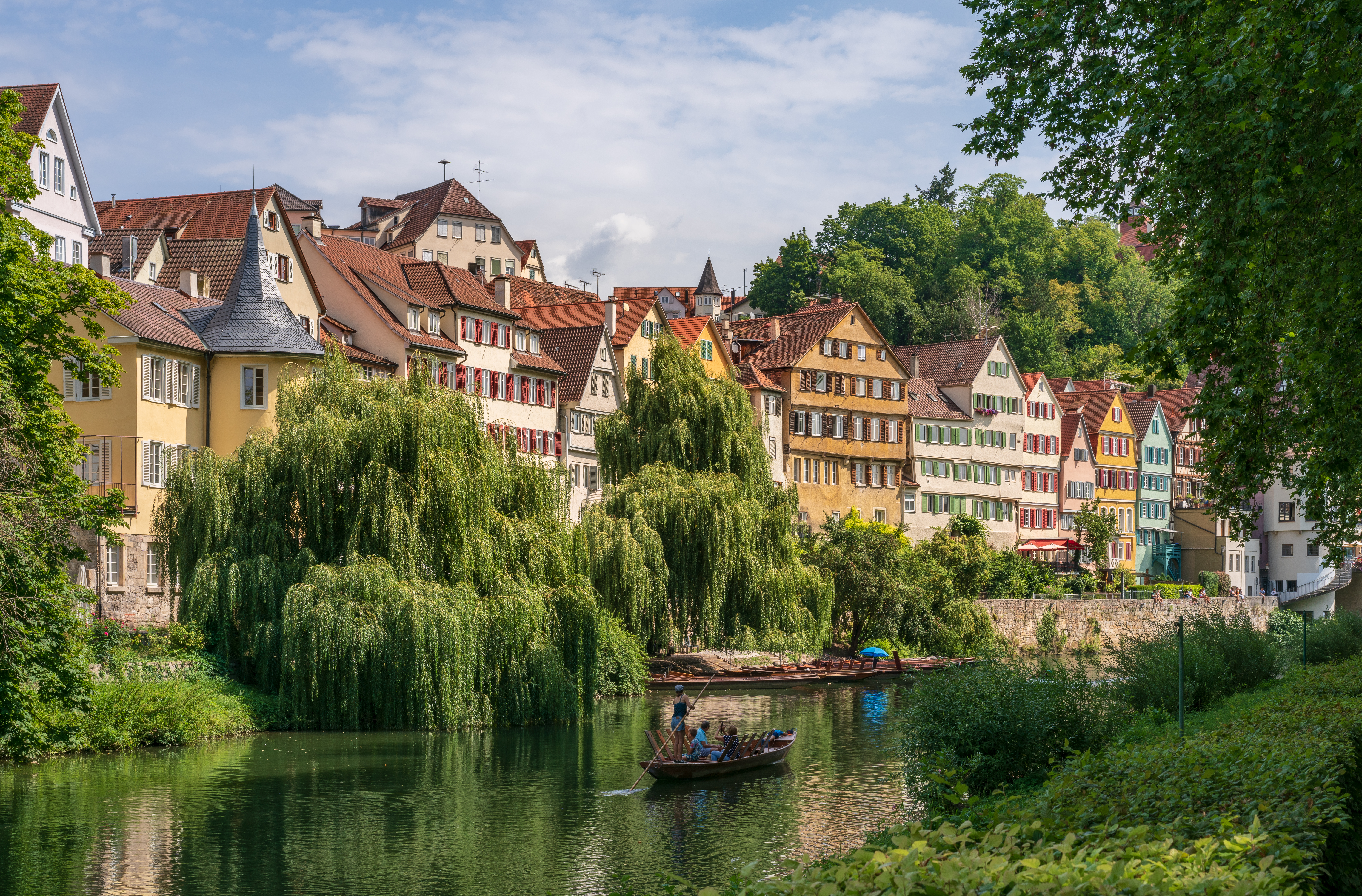
Ansicht von der Plataneninsel

Die Neckarfront ist einer der bekanntesten Orte und eine Touristenattraktion in Tübingen. Das Ensemble aus mehrstöckigen, giebelständigen Wohnhäusern am Neckar zieht sich von der Eberhardsbrücke flussaufwärts bis zum charakteristischen Hölderlinturm mit der Anlegestelle der Stocherkähne. Mit dieser, der südlichen Seite, sitzen die Häuser auf der noch in Teilen vorhandenen Stadtmauer. Zum Gesamtbild gehört der die Neckarfront überragende Turm der Stiftskirche. Auf ihrer flussabgewandten Seite liegen die Gebäude an der Neckargasse und der Bursagasse. Im Haus Bursagasse 16 befindet sich das Zimmertheater Tübingen.
Weiter flussaufwärts schließen sich an die eigentliche Neckarfront die Alte Burse und das Evangelische Stift an sowie eine geschlossene Hausreihe entlang der Neckarhalde. Sie wird überragt vom Schloss Hohentübingen.
Zwischen Eberhardsbrücke und Hölderlinturm führt ein Fußweg entlang der Neckarfront, den neckarseitigen Abschluss bildet eine mächtige Mauer, deren Krone im Sommer ein beliebter Treffpunkt für Studenten ist.
Den besten Blick auf die Neckarfront bieten die Eberhardsbrücke und die unmittelbar gegenüber liegende Platanenallee auf der Neckarinsel.